# Liste der Landschaftsschutzgebiete im Landkreis Reutlingen
Im Landkreis Reutlingen gibt es 94 Landschaftsschutzgebiete. Nach der Schutzgebietsstatistik der Landesanstalt für Umwelt, Messungen und Naturschutz Baden-Württemberg (LUBW) stehen 24.528,41 Hektar der Landkreisfläche unter Landschaftsschutz, das sind 23,86 Prozent.
| Name                                                                       | Bild               | Kennung               | Einzelheiten | Position | Fläche Hektar                              | Datum         |
| -------------------------------------------------------------------------- | ------------------ | --------------------- | --- | -------- | ------------------------------------------ | ------------- |
| Landschaftsschutzgebiet Laucherttal mit Nebentälern (Landkreis Reutlingen) |                    | 4.15.002 WDPA: 322538 | Trochtelfingen, Sonnenbühl Reizvolles Albtal mit Mäandern, bewaldeten Prall- und Gleithängen und Weiden. | ⊙        | 213,0                                      | 13. Sep. 1955 |
| Kohlengrube                                                                |                    | 4.15.003 WDPA: 322253 | Reutlingen Vogelschutzgehölz. | ⊙        | 1,3                                        | 8. Nov. 1955  |
| Georgenberg                                                                |                    | 4.15.004 WDPA: 321056 | Pfullingen Vulkanisch entstandener Schlot zwischen Reutlingen und Pfullingen. Erhaltene Gesteinstrümmer im Schlot und Basalttuffvorkommen. Reiche Steppenheideflora. | ⊙        | 7,3                                        | 10. Juli 1958 |
| Achalm                                                                     |                    | 4.15.005 WDPA: 319429 | Eningen unter Achalm, Reutlingen Zeugenberg im Achalmgraben und Wahrzeichen Reutlingens. Mit Laubwaldkuppe und Schafweiden. Beliebtes Wanderziel mit Rundblick vom Turm der Ruine. | ⊙        | 66,6                                       | 31. Okt. 1958 |
| Schönbuch                                                                  |                    | 4.15.009 WDPA: 7027   | Pliezhausen, Reutlingen, Walddorfhäslach Zusammenhängender Gemeindewald der genannten Gemeinden. Teil des Naturparks Schönbuch. | ⊙        | 1.130,0                                    | 1. Dez. 1961  |
| Neckartal Zwischen Tübingen Und Plochingen                                 |                    | 4.15.010 WDPA: 323155 | Pliezhausen, Reutlingen Neckartal mit den meist bewaldeten Hängen und kleinere Seitentäler, zum Teil schon verunstaltet durch Kiesgruben. | ⊙        | 207,0                                      | 23. Jan. 1963 |
| Hinter Gleinsgelesberg                                                     | BW                 | 4.15.013 WDPA: 321620 | Hayingen, Pfronstetten Sommerschafweide mit Wacholder. | ⊙        | 6,2                                        | 31. Mai 1955  |
| Klessenbergtrieb                                                           | BW                 | 4.15.014 WDPA: 322193 | Hayingen, Pfronstetten Sommerschafweide mit Wacholder. | ⊙        | 12,9                                       | 31. Mai 1955  |
| Fuchslochhalde, Ruckenhalde, Steighalde                                    | BW                 | 4.15.015 WDPA: 320917 | Pfronstetten Sommerschafweide mit Wacholder. | ⊙        | 56,8                                       | 31. Mai 1955  |
| Vöhrensteig                                                                | BW                 | 4.15.016 WDPA: 325437 | Pfronstetten Sommerschafweide mit Wacholder. | ⊙        | 10,5                                       | 31. Mai 1955  |
| Maientäle                                                                  | BW                 | 4.15.017 WDPA: 322882 | Pfronstetten Sommerschafweide mit Wacholder. | ⊙        | 0,9                                        | 31. Mai 1955  |
| Ehestetter Buckel (Schaiwiesen)                                            | BW                 | 4.15.018 WDPA: 320528 | Pfronstetten Sommerschafweide mit Wacholder. | ⊙        | 1,1                                        | 31. Mai 1955  |
| Sommerschafweide hinter Feilhau                                            | BW                 | 4.15.019 WDPA: 324655 | Pfronstetten | ⊙        | 4,7                                        | 31. Mai 1955  |
| Sommerschafweide in Zwiesel und Au                                         | BW                 | 4.15.020 WDPA: 324683 | Pfronstetten | ⊙        | 2,0                                        | 31. Mai 1955  |
| Heckenlandschaft ob der Halde                                              | BW                 | 4.15.024 WDPA: 321483 | Münsingen | ⊙        | 10,0                                       | 31. Mai 1955  |
| Heckenlandschaft im Kohl                                                   | BW                 | 4.15.025 WDPA: 321476 | Münsingen | ⊙        | 4,0                                        | 31. Mai 1955  |
| Auf Unsang und Birkenschächle                                              | BW                 | 4.15.026 WDPA: 319714 | Hohenstein Sommerschafweide und Laubholzgebüsch. | ⊙        | 10,0                                       | 31. Mai 1955  |
| Sommerschafweide auf Hagbühl                                               | BW                 | 4.15.027 WDPA: 324631 | Münsingen | ⊙        | 9,0                                        | 31. Mai 1955  |
| Sommerschafweide auf Breitelau                                             | BW                 | 4.15.028 WDPA: 324623 | Münsingen | ⊙        | 15,0                                       | 31. Mai 1955  |
| Sommerschafweide am Pfaffenburren                                          | BW                 | 4.15.030 WDPA: 324616 | Münsingen | ⊙        | 8,0                                        | 31. Mai 1955  |
| Sommerschafweide auf dem Lau                                               | BW                 | 4.15.033 WDPA: 324626 | Römerstein | ⊙        | 6,0                                        | 31. Mai 1955  |
| Sommerschafweide im Bental                                                 | BW                 | 4.15.034 WDPA: 324659 | Römerstein | ⊙        | 3,0                                        | 31. Mai 1955  |
| Sommerschafweide in Lindenhalde und Wiesensteigtrieb                       | BW                 | 4.15.037 WDPA: 324682 | Münsingen | ⊙        | 3,0                                        | 31. Mai 1955  |
| Sommerschafweide auf Ohl                                                   | BW                 | 4.15.047 WDPA: 324641 | Römerstein | ⊙        | 3,0                                        | 31. Mai 1955  |
| Sommerschafweide hinter dem Hockenden Stein, Auchtweide                    |                    | 4.15.048 WDPA: 324653 | Römerstein | ⊙        | 16,0                                       | 31. Mai 1955  |
| Sommerschafweide am Hochbucher Weg                                         | BW                 | 4.15.049 WDPA: 324609 | Römerstein | ⊙        | 5,0                                        | 31. Mai 1955  |
| Ringelesberg                                                               | BW                 | 4.15.051 WDPA: 323897 | Hohenstein Sommerschafweide mit Wacholder. | ⊙        | 4,0                                        | 31. Mai 1955  |
| Blasenberg und Saalhau                                                     |                    | 4.15.052 WDPA: 319966 | Hohenstein | ⊙        | 16,0                                       | 31. Mai 1955  |
| Sommerschafweide in Buchhausen                                             | BW                 | 4.15.053 WDPA: 324672 | Hohenstein | ⊙        | 4,0                                        | 31. Mai 1955  |
| Sommerschafweide am Galgenberg                                             | BW                 | 4.15.054 WDPA: 324607 | Hohenstein | ⊙        | 3,0                                        | 31. Mai 1955  |
| Sommerschafweide auf Rauhberg                                              | BW                 | 4.15.055 WDPA: 324642 | Hohenstein | ⊙        | 5,0                                        | 31. Mai 1955  |
| Sommerschafweide auf Linsenberg und Bienenwäldle                           | BW                 | 4.15.056 WDPA: 324638 | Hohenstein | ⊙        | 5,0                                        | 31. Mai 1955  |
| Sommerschafweide auf Schwendeberg                                          | BW                 | 4.15.057 WDPA: 324644 | Hohenstein | ⊙        | 14,0                                       | 31. Mai 1955  |
| Sommerschafweide auf Sandberg, Silberberg und vor dem Brömes               | BW                 | 4.15.060 WDPA: 324643 | Hayingen | ⊙        | 55,0                                       | 31. Mai 1955  |
| Sommerschafweide auf Stallbuch                                             | BW                 | 4.15.061 WDPA: 324645 | Hayingen | ⊙        | 4,0                                        | 31. Mai 1955  |
| Sommerschafweide auf Hilbertswiese                                         | BW                 | 4.15.062 WDPA: 324633 | Hayingen | ⊙        | 15,0                                       | 31. Mai 1955  |
| Sommerschafweide auf Hochhalde                                             | BW                 | 4.15.063 WDPA: 324634 | Hayingen | ⊙        | 13,0                                       | 31. Mai 1955  |
| Sommerschafweide auf Maiersberg                                            | BW                 | 4.15.064 WDPA: 324639 | Hayingen | ⊙        | 4,0                                        | 31. Mai 1955  |
| Sommerschafweide hinter der Halde                                          | BW                 | 4.15.065 WDPA: 324654 | Hayingen | ⊙        | 5,0                                        | 31. Mai 1955  |
| Öde am Gleißenberg                                                         | BW                 | 4.15.066 WDPA: 323437 | Hayingen | ⊙        | 7,0                                        | 31. Mai 1955  |
| Sommerschafweide in den Weißen Äckern                                      | BW                 | 4.15.067 WDPA: 319820 | Zwiefalten | ⊙        | 8,0                                        | 31. Mai 1955  |
| Sommerschafweide auf Hagnau                                                | BW                 | 4.15.068 WDPA: 324632 | Zwiefalten | ⊙        | 10,0                                       | 31. Mai 1955  |
| Sommerschafweide in der Eselsweide                                         | BW                 | 4.15.069 WDPA: 324678 | Zwiefalten | ⊙        | 1,0                                        | 31. Mai 1955  |
| Sommerschafweide im Banholz                                                | BW                 | 4.15.070 WDPA: 324656 | Zwiefalten | ⊙        | 11,0                                       | 31. Mai 1955  |
| Sommerschafweide im Mittelberg                                             | BW                 | 4.15.071 WDPA: 324669 | Zwiefalten | ⊙        | 6,0                                        | 31. Mai 1955  |
| Sommerschafweide am Fleckenhau                                             | BW                 | 4.15.072 WDPA: 324605 | Zwiefalten | ⊙        | 1,0                                        | 31. Mai 1955  |
| Sommerschafweide im Grastel                                                | BW                 | 4.15.073 WDPA: 324667 | Zwiefalten | ⊙        | 3,0                                        | 31. Mai 1955  |
| Sommerschafweide in Fußenäcker                                             | BW                 | 4.15.074 WDPA: 324680 | Zwiefalten | ⊙        | 5,0                                        | 31. Mai 1955  |
| Sommerschafweide auf Hungermauern                                          | BW                 | 4.15.075 WDPA: 324636 | Pfronstetten | ⊙        | 13,0                                       | 31. Mai 1955  |
| Öde am Schloßburren                                                        | BW                 | 4.15.076 WDPA: 323439 | Pfronstetten | ⊙        | 1,0                                        | 31. Mai 1955  |
| Öde „Runder Burren“                                                        |                    | 4.15.080 WDPA: 323436 | Hayingen | ⊙        | 3,0                                        | 31. Mai 1955  |
| Öde in der Wanne                                                           | BW                 | 4.15.085 WDPA: 323442 | Hayingen | ⊙        | 3,0                                        | 31. Mai 1955  |
| Sommerschafweide auf Hohengreutter                                         | BW                 | 4.15.086 WDPA: 324635 | Hayingen | ⊙        | 4,0                                        | 31. Mai 1955  |
| Sommerschafweide im Buch                                                   | BW                 | 4.15.088 WDPA: 324661 | Bad Urach | ⊙        | 6,0                                        | 31. Mai 1955  |
| Sommerschafweide im Buch                                                   | BW                 | 4.15.089 WDPA: 324660 | Pfronstetten | ⊙        | 4,0                                        | 31. Mai 1955  |
| Sommerschafweide am Tobelburren                                            | BW                 | 4.15.090 WDPA: 324618 | Pfronstetten | ⊙        | 9,0                                        | 31. Mai 1955  |
| Birkenweide ob der Warth                                                   | BW                 | 4.15.091 WDPA: 319956 | Pfronstetten | ⊙        | 2,0                                        | 31. Mai 1955  |
| Sommerschafweide auf Irnestal und Guckenbühl                               | BW                 | 4.15.095 WDPA: 324637 | Mehrstetten | ⊙        | 13,0                                       | 31. Mai 1955  |
| Sommerschafweide auf Marksteigle                                           | BW                 | 4.15.098 WDPA: 324640 | Mehrstetten | ⊙        | 3,0                                        | 31. März 1955 |
| Sommerschafweide im Banntal                                                | BW                 | 4.15.099 WDPA: 324657 | Mehrstetten | ⊙        | 13,0                                       | 31. Mai 1955  |
| Sommerschafweide in dem Oberen und Unteren Böttental und Vorderen Berg     | BW                 | 4.15.100 WDPA: 324674 | Mehrstetten | ⊙        | 16,0                                       | 31. Mai 1955  |
| Sommerschafweide im Bau, Ofenbuckel und Butzenbuch                         | BW                 | 4.15.102 WDPA: 324658 | Hohenstein | ⊙        | 29,0                                       | 31. März 1955 |
| Sommerschafweide am Krähenberg                                             | BW                 | 4.15.103 WDPA: 324613 | Hayingen | ⊙        | 21,0                                       | 31. Mai 1955  |
| Sommerschafweide in Buchhausen                                             | BW                 | 4.15.104 WDPA: 324672 | Hayingen | ⊙        | 8,0                                        | 31. Mai 1955  |
| Sommerschafweide auf Burgstall und Milchberg                               | BW                 | 4.15.107 WDPA: 324624 | Hohenstein | ⊙        | 8,0                                        | 31. März 1955 |
| Sommerschafweide in Kappellenäcker                                         | BW                 | 4.15.108 WDPA: 324681 | Hohenstein | ⊙        | 5,0                                        | 31. Mai 1955  |
| Sommerschafweide im Weidental                                              | BW                 | 4.15.109 WDPA: 324671 | Hohenstein | ⊙        | 26,0                                       | 31. Mai 1955  |
| Sommerschafweide im Pfingstholz                                            | BW                 | 4.15.110 WDPA: 324670 | Hohenstein | ⊙        | 5,0                                        | 31. Mai 1955  |
| Sommerschafweide Kleiner Kapf und Tal, Sommerschafweide im Heinach         | BW                 | 4.15.111 WDPA: 324684 | Pfronstetten | ⊙        | 32,0                                       | 31. Mai 1955  |
| Sommerschafweide auf Elwangen (Urenbühl)                                   | BW                 | 4.15.112 WDPA: 324630 | Münsingen | ⊙        | 4,0                                        | 31. Mai 1955  |
| Öde im Hartberg                                                            |                    | 4.15.113 WDPA: 323441 | Bad Urach | ⊙        | 11,0                                       | 31. Mai 1955  |
| Öde und Sommerschafweide unter dem Ernstfeld                               | BW                 | 4.15.114 WDPA: 323443 | Bad Urach | ⊙        | 9,0                                        | 31. Mai 1955  |
| Sommerschafweide im Löhle                                                  | BW                 | 4.15.115 WDPA: 324668 | Zwiefalten | ⊙        | 2,0                                        | 31. Mai 1955  |
| Sommerschafweide am Fetzenried                                             | BW                 | 4.15.116 WDPA: 324604 | Pfronstetten | ⊙        | 8,0                                        | 31. Mai 1955  |
| Sommerschafweide am Eichholz                                               | BW                 | 4.15.117 WDPA: 324601 | Münsingen | ⊙        | 12,0                                       | 31. Mai 1955  |
| Sommerschafweide an Buchhalden                                             | BW                 | 4.15.118 WDPA: 324620 | Trochtelfingen | ⊙        | 9,0                                        | 31. Mai 1955  |
| Öde am Mägerkinger Häule                                                   | BW                 | 4.15.119 WDPA: 323438 | Trochtelfingen | ⊙        | 3,0                                        | 31. Mai 1955  |
| Sommerschafweide in den Spitzäckern                                        | BW                 | 4.15.120 WDPA: 324676 | Trochtelfingen | ⊙        | 3,0                                        | 31. Mai 1955  |
| Waldkopf östlich der Ruine Hohenwittlingen                                 | BW                 | 4.15.121 WDPA: 325612 | Bad Urach | ⊙        | 3,0                                        | 31. Mai 1955  |
| Brunnhalde südlich Hof Hohenwittlingen                                     |                    | 4.15.122 WDPA: 320130 | Bad Urach | ⊙        | 1,0                                        | 31. Mai 1955  |
| Wolfsschlucht                                                              |                    | 4.15.123 WDPA: 325934 | Bad Urach | ⊙        | 3,0                                        | 31. Mai 1955  |
| Sommerschafweide auf der Halden                                            | BW                 | 4.15.124 WDPA: 324628 | Römerstein | ⊙        | 6,0                                        | 31. Mai 1955  |
| Glastal                                                                    | BW                 | 4.15.125 WDPA: 321088 | Hayingen, Zwiefalten Typisches Albtal, Aachursprung, viele Felspartien im Weißjura. | ⊙        | 120,0                                      | 22. Juli 1958 |
| Tobeltal                                                                   | BW                 | 4.15.126 WDPA: 325183 | Zwiefalten Trockental der Alb mit vielen schönen Felspartien. Eiszeitliche Schmelzwasserrinne während der größten Eisausdehnung. Im unteren Teil die Kesselbachquelle. | ⊙        | 36,0                                       | 24. Juli 1958 |
| Fischburgtal                                                               | BW                 | 4.15.127 WDPA: 320814 | Bad Urach Sehr reizvolles wasserführendes Tal der Neckarseite der Schwäbischen Alb; schöne Felspartien. | ⊙        | 136,0                                      | 18. Apr. 1961 |
| Trochtelfinger Heide und Seckachtal                                        | BW                 | 4.15.128 WDPA: 325236 | Trochtelfingen, Engstingen, Hohenstein Typische Hochalblandschaft mit Trockentälern und Bergkuppen; Insel der Ruhe; Pflanzenschutzgebiet. | ⊙        | 808,5                                      | 19. Sep. 1966 |
| Grafenberg                                                                 |                    | 4.15.129 WDPA: 321141 | Grafenberg Alter Vulkanschlot. | ⊙        | 2,7                                        | 28. Okt. 1965 |
| Riedlinger Alb                                                             |                    | 4.15.130 WDPA: 323885 | Zwiefalten Albhochfläche mit Trockentälern und Bergkuppen, im Südteil liegen dem Weißen Jura Molasseschichten auf; eiszeitliche Schmelzwasserrinnen. | ⊙        | 1.353,0                                    | 25. Feb. 1963 |
| Weide in der Wannenhalde                                                   | BW                 | 4.15.133 WDPA: 325690 | Münsingen Sommerschafweide. | ⊙        | 7,0                                        | 31. Mai 1955  |
| Großes Lautertal                                                           |                    | 4.15.134 WDPA: 321199 | Gomadingen, Hayingen, Münsingen, Engstingen Typisches Albtal der Donauseite mit Wiesenmäandern, Hangwäldern und Felsen; Erholungsgebiet. | ⊙        | 9.885,9                                    | 5. Apr. 2004  |
| Reutlinger und Uracher Alb                                                 | Uracher Wasserfall | 4.15.135 WDPA: 323829 | Dettingen an der Erms, Eningen unter Achalm, Grabenstetten, Grafenberg Albtrauf des Ermstales und östlich des Echaztales mit den angrenzenden Hochflächen der Schwäbischen Alb und den Tallagen des Zellertales und Argenbachtales mit Übersberg, Eninger Weide, Glanzer Roßberg, Uracher Wasserfall, Runder Berg, Hannerfels und Schorrenfels, Einhänge der fünf Täler um Urach mit Etzenberg, Hinteres Wachtertal, Sommerberg, Hofwald, Hofbühl, Metzinger Weinberg und Florian. Seltene Flora und Fauna, interessante erdgeschichtliche Bildungen, reizvolles Gebiet des Albtraufs im Kreis Reutlingen, das auch zum Zwecke der Erholung erhalten bleiben muss. | ⊙        | 9.546,1                                    | 4. Jan. 1974  |
| Goldland-Klausenberg                                                       |                    | 4.15.136 WDPA: 321121 | Dettingen an der Erms Die Randzone des gleichnamigen NSG soll von diesem störende oder beeinträchtigende Einflüsse fernhalten. | ⊙        | 12,2                                       | 6. Nov. 1985  |
| Unter Lauhern                                                              |                    | 4.15.137 WDPA: 325305 | Reutlingen Mit seinen Wiesen, Obstwiesen, Weideflächen, Busch- und Baumgruppen soll das LSG negative Einflüsse auf das gleichnamige NSG verhindern. | ⊙        | 39,9                                       | 29. Mai 1992  |
| Härten                                                                     |                    | 4.15.138 WDPA: 321396 | Reutlingen, Wannweil Härtenhochfläche mit ausgedehnten Waldflächen und durch traditionelle Landnutzung entstandene Landschaftselemente wie Streuobstwiesen, Obstbäume entlang der Äcker, feuchtes Grünland und Bäche mit einer Vielzahl selten gewordenen Tier- und Pflanzenarten; der Naherholungswert dieser Landschaft soll erhalten und verbessert werden. | ⊙        | 476,4 (davon 110,4 ha im Kreis Reutlingen) | 15. Dez. 1996 |
| Legende für Landschaftsschutzgebiet                                        |                    |                       | |          |                                            |               |